# سوزان أبرامز
سوزان أبرامز (بالإنجليزية: Susan Abrams)‏ هي سيدة أعمال أمريكية، ولدت في 1964 في نيويورك في الولايات المتحدة.